# Armeńska Partia Komunistyczna
Armeńska Partia Komunistyczna (orm.: Հայաստանի կոմունիստական կուսակցություն, trl. Hayastani Komunistakan Kusakts'ut'yun, trb. Hajastani Komunistakan Kusakcutiun, HKK) – polityczna partia Armenii o profilu komunistycznym założona w 1991. Uważa się za spadkobierczynię Komunistycznej Partii Armenii, rządzącą w Armeńskiej SRR.

## Historia
W latach 90. partia stanowiła znaczącą siłę polityczną w Armenii i posiadała swoją reprezentację w Zgromadzeniu Narodowym.
W wyborach parlamentarnych w 1995 partia zdobyła 93 353 głosy, co przełożyło się na 12,4% poparcia. W wyborach prezydenckich w 1996 kandydatem partii na urząd prezydenta był ówczesny lider ugrupowania Siergiej Badalyan. Uzyskał on 79 347 głosów, co przełożyło się na 6,3% poparcia i zapewniło mu trzecie miejsce w wyborach. W wyborach prezydenckich w 1998 drugi raz kandydatem wystawionym przez partię był Siergiej Badalyan. Zdobył 155 023 głosy, co przełożyło się na 10,9%. W wyborach parlamentarnych w 1999 Armeńska Partia Komunistyczna uzyskała 130 161 głosów, co dało jej 12% poparcia wyborców. W wyborach parlamentarnych w 2003 Armeńska Partia Komunistyczna uzyskała jedynie 24 991 głosów, z poparciem rzędu zaledwie 2,1%. Od 2003 partia nie potrafiła już przekroczyć 5% progu wyborczego, jednocześnie często oskarżała władze o fałszerstwa.
W 2006 partia liczyła 18 000 aktywnych członków. W wyborach parlamentarnych w 2007 Armeńska Partia Komunistyczna zdobyła już jedynie 8 792 głosy, co dało jej 0,65%. W wyborach parlamentarnych w 2012 partia uzyskała 15 899 głosów (1,45% poparcia). W wyborach parlamentarnych w 2017 HKK zdobyła 11 741 głosów (0,75% ogólnego poparcia wyborczego).
Partia oficjalnie zbojkotowała wybory parlamentarne w 2018.

## Program
W kwestii gospodarczej partia domaga się wprowadzenia socjalizmu obejmującego gospodarkę mieszaną, w tym własność prywatną.
Armeńska Partia Komunistyczna w polityce zagranicznej opowiada się za sojuszem i współpracą z Federacją Rosyjską. Popierała utworzenie Euroazjatyckiej Unii Gospodarczej, jako preludium dla odbudowy Związku Radzieckiego. Podobnie poparła akces Armenii do tej wspólnoty. Zachowuje jednak krytyczne stanowisko dla integracji kraju z Unią Europejską. Domaga się uznania Górskiego Karabachu za podmiot prawa międzynarodowego.

## Organ prasowy
Organizacja wydaje gazety Hajastani Komunist i Prawda Armenii.

## Członkostwo międzynarodowe
Partia jest członkiem Związku Partii Komunistycznych - Komunistycznej Partii Związku Radzieckiego.